# Buča
Buče (znanstveno ime Cucurbita) so rod rastlin iz družine bučevk (Cucurbitaceae). Imajo obojestranske žilne snope in večinoma krpate, premenjalne liste, cvetovi so večinoma beli ali rumeni, enospolni in petštevni. Plodovi in semena nekaterih vrst bučevk so užitni. 

## Zgodovina
Najstarejše sledi navadne zaobljene buče so iz obdobja stare ledene dobe, pred okoli 10.000 leti in izvirajo iz območja južne Mehike. Še starejši, okoli 14.000 let so stari ohranjeni ostanki vodnjač v Peruju. 6.000 let so stare arheološke izkopanine, ki dokazujejo, da so indijanci gojili buče že v davni preteklosti. Indijanskim staroselcem Južne in Srednje Amerike so buče pomenile eno glavnih kmetijskih rastlin, že davno pred tem, ko jih je iz Amerike v Evropo prinesel pomorščak Krištof Kolumb oz. drugi konkvistadorji.
Izjeme so nekatere vrste afriških buč ter veliko mlajši japonski buči cabocha ter oranžnordeča buča hokaido, z istoimenskega otoka.

## Najbolj znane vrste
Kultiviranih je veliko vrst bučevk, med njimi: 
- muškatna buča (Cucurbita moschata)
- smokvolistna buča (Cucurbita ficifolia)
- orjaška ali buča velikanka (Cucurbita maxima)
- vrtna buča (Cucurbita pepo)
- navadna kumara (Cucumis sativus)
- čajota (Sechium edule).

Tipična produkta štajerske oljne buče so bučnice (bučna semena) in bučno olje.

## Buče v popularni kulturi
Jeseni se iz buč izdelujejo razna tihožitja. Ta so vsako leto pri nas razstavljena med drugim v Mozirskem gaju in v Arboretumu Volčji potok. Izvotljene in izrezane buče s svečo so eden izmed glavnih simbolov Noči čarovnic.